# Sozialgericht Hamburg

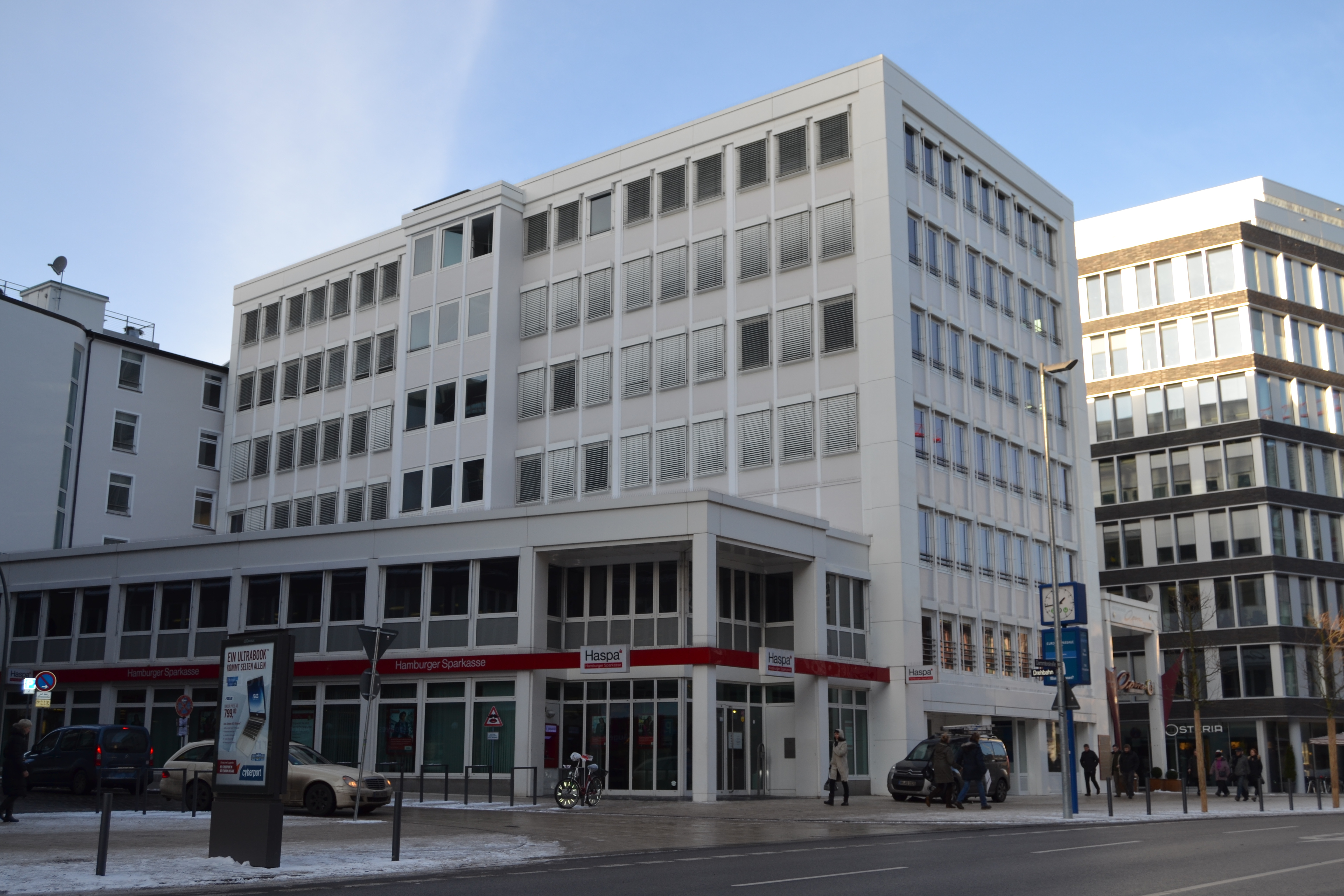
Dienstgebäude des Sozialgerichts Hamburg in der Dammtorstraße in Hamburg

Das Sozialgericht Hamburg (SG Hamburg) ist das untere Gericht des Landes Hamburg auf dem Gebiet der Sozialgerichtsbarkeit. Es handelt sich um eines der 69 Sozialgerichte in Deutschland. Sitz des Gerichts ist Hamburg. Die Diensträume des Sozialgerichts befinden sich in der Dammtorstraße 7 in der Hamburger Innenstadt.

## Gerichtsbezirk
Das SG Hamburg ist örtlich zuständig für das Gebiet der Freien und Hansestadt Hamburg.

## Über- und nachgeordnete Gerichte
Im Instanzenzug übergeordnet sind das Landessozialgericht Hamburg sowie das Bundessozialgericht in Kassel.

## Gerichtsleitung
Präsidentin des Sozialgerichts Hamburg ist seit Juli 2018 Elisabeth Kreth, Vizepräsidentin ist Barbara Hohnholz.